# ČSD-Baureihe T 212.0
Die Fahrzeuge der ČSD-Baureihe T 212.0 (ab 1988: 702) waren dieselmechanische Rangierlokomotiven der Tschechoslowakischen Staatsbahnen (ČSD).

## Geschichte
In der zweiten Hälfte der 1960er Jahre wurde diese Lokomotive bei ČKD entwickelt und in den Jahren 1967–1971 bei Turčianske strojárne n. p. in Martin gebaut. Die Lokomotive ist aus der T 211.0 weiterentwickelt und wie diese für den leichten Bahnhofsverschub, den Verschub in Depots und Werksbahnen vorgesehen.
Außer für die ČSD wurde diese Lokomotive für verschiedene Betriebe und in den Export (DDR, China, Bulgarien, Ägypten, UdSSR, Polen, Rumänien, Albanien, Irak, Indien und Ungarn) in verschiedenen Ausführungen geliefert.

## Technische Merkmale
Die Maschine wird von einem Zwölfzylinder-Viertakt Dieselmotor TATRA 930-51 angetrieben. Die Steuerung arbeitet als direkte Steuerung vom Gashebel zur Dieseleinspritzpumpe. Das mechanische Viergang-Getriebe M 150-4 von ČKD arbeitet nach dem System Mylius. Die Gänge werden vorgewählt und über Klauen die Kraftübertragung im jeweiligen Gang sichergestellt. Die Übertragung des Drehmomentes auf die Achsen stellen Gelenkwellen sicher.
Die Lokomotive besitzt eine indirekte Bremse nach dem System Westinghouse, eine direktwirkende Zusatzbremse und eine Handbremse. Die indirekte Bremse wird vom Bremsventil Škoda N/O gesteuert, für die direktwirkende Bremse stehen zwei Zusatzbremsventile im Führerstand zur Verfügung. Beide Achsen der Lokomotiven sind beidseitig mit Klotzbremsen abgebremst. Die Handbremse, die über Kettenantrieb von einem Handrad an der Rückseite des Führerstandes angetrieben wird, wirkt auf beide Achsen. Die erforderliche Druckluft für das Brems- und Hilfsluftsystem wird von dem Kompressor Atmos W 115/80 verdichtet und in 2 Hauptluftbehältern von 300 l (p = 8 bar) und einem Hilfsluftbehälter von 25 l gespeichert.

## Schmalspurvariante
Durch Rekonstruktion auf die Spurweite 760 mm und 1000 mm entstand die Baureihe TU 29.1, welche neu als Reihe 702.9 bezeichnet wird.